# Udarnik
Udarnik (ruski: уда́рник) je bio naziv za visoko produktivnoga radnika u Sovjetskome Savezu, državama Istočnoga bloka i drugim komunističkim državama. Izraz dolazi od ruskoga izraza ударный труд (udarni trud) koji označava hiperproduktivni entuzijastički rad.
U Sovjetskome Savezu, izraz je bio povezan s Udarnikom komunističkoga truda (ruski: Ударник коммунистического труда), sovjetskom počasnom titulom, te s Aleksejem Grigorevičem Stahanovom i pokretu nazvanom po njemu. Međutim, takva se terminologija upotrebljava i u drugim socijalističkim državama, posebice u Narodnoj Republici Kini, Sjevernoj Koreji, Narodnoj Republici Bugarskoj i Socijalističkoj Federativnoj Republici Jugoslaviji.
Ideologija koji stoji iza promicanje ideje udarnika je da će ostatak radničke snage preko socijalističkom emulacijom učiti od predvodnika.

## Poznati udarnici

### U Čehoslovačkoj
- Lumír Sakmar

### U Jugoslaviji
- Alija Sirotanović
- Antun Bičić
- Antun Griparić

### U Poljskoj
- Franciszek Apryas
- Bernard Bugdoł
- Wanda Gościmińska
- Wiktor Markiefka
- Piotr Ożański
- Wincenty Pstrowski
- Stanisław Sołdek
- Anna Walentynowicz

### U Sovjetskome Savezu
- Praskovja Nikitična Angelina
- Pjotr Fjodorovič Krivonos
- Makar Nikitovič Mazaj
- Aleksej Grigorevič Stahanov

## Vanjske poveznice
|  | Zajednički poslužitelj ima još gradiva o temi Udarniki |